# Talsperre Enxoé
Die Talsperre Enxoé (portugiesisch Barragem do Enxoé) liegt in der Region Alentejo Portugals im Distrikt Beja. Sie staut den Enxoé, einen linken (östlichen) Nebenfluss des Guadiana zu einem Stausee auf. Die Stadt Serpa  befindet sich ungefähr zehn Kilometer südwestlich der Talsperre.
Mit dem Projekt zur Errichtung der Talsperre wurde im Jahre 1995 begonnen. Der Bau wurde 1998 fertiggestellt. Die Talsperre dient der Trinkwasserversorgung. Sie ist im Besitz der Stadtverwaltungen (Câmara Municipal) von Serpa und Mértola.

## Absperrbauwerk
Das Absperrbauwerk ist ein Staudamm mit einer Höhe von 23 m über der Gründungssohle (20,5 m über dem Flussbett). Die Dammkrone liegt auf einer Höhe von 179 m über dem Meeresspiegel. Die Länge der Dammkrone beträgt 415 m und ihre Breite 4 m. Das Volumen des Staudamms umfasst 240.000 m³.
Der Staudamm verfügt sowohl über einen Grundablass als auch über eine Hochwasserentlastung. Über den Grundablass können maximal 5,3 m³/s abgeleitet werden, über die Hochwasserentlastung maximal 33,4 m³/s. Das Bemessungshochwasser liegt bei 180 m³/s; die Wahrscheinlichkeit für das Auftreten dieses Ereignisses wurde mit einmal in 500 Jahren bestimmt.

## Stausee
Beim normalen Stauziel von 175 m (maximal 177,1 m bei Hochwasser) erstreckt sich der Stausee über eine Fläche von rund 2,05 km² und fasst 10,4 Mio. m³ Wasser – davon können 9,5 Mio. m³ genutzt werden. Das minimale Stauziel liegt bei 160,75 m.